# 8986 Kineyayasuyo
8986 Kineyayasuyo è un asteroide della fascia principale. Scoperto nel 1978, presenta un'orbita caratterizzata da un semiasse maggiore pari a 3,0948593 au e da un'eccentricità di 0,1960202, inclinata di 1,33666° rispetto all'eclittica.
L'asteroide è dedicato a Yasuyo Kineya, nome d'arte dell'attrice giapponese Nobuko Shimamura, sorella maggiore dello scopritore.